# ФК Виган атлетик
ФК Виган атлетик (енгл. Wigan Athletic F.C.) је енглески фудбалски клуб из Вигана. Клуб се тренутно такмичи у Чемпионшипу, пошто је у сезони 2012/13. испао из Премијер лиге. Од 1999. утакмице као домаћин игра на ЈЈБ стадиону који дели са рагби клубом Виган вориорси. Пре тога, клуб је утакмице играо на стадиону Спрингфилд парк. Клуб је основан 1932. и најмлађи је у лиги.

## Успеси
Друга дивизија Енглеске (данашња Прва фудбалска лига (3. лига))
- Првак (1): 2002/03.

ФА куп
- Освајач (1): 2012/13.

Трофеј Фудбалске лиге
- Освајач (2): 1984/85, 1998/99.

## Тренутни састав тима
Ажурирано 14. августа 2018.
| Бр. |                           | Позиција | Играч                   |
| --- | ------------------------- | -------- | ----------------------- |
| 1   | Енглеска                  | Г        | Кристијан Волтон        |
| 2   | Енглеска                  | С        | Нејтан Бирн             |
| 3   | Сједињене Америчке Државе | О        | Антони Робинсон         |
| 4   | Република Ирска           | С        | Дарон Гибсон            |
| 5   | Египат                    | С        | Сам Сед Морси (капитен) |
| 8   | Енглеска                  | Н        | Џејмс Вон               |
| 9   | Северна Ирска             | Н        | Вилијам Григ            |
| 10  | Енглеска                  | С        | Џош Виндес              |
| 11  | Енглеска                  | Н        | Гавин Мејси             |
| 12  | Енглеска                  | О        | Рис Џејмс               |
| 14  | Северна Ирска             | О        | Алекс Брус              |
| 15  | Енглеска                  | С        | Калум Макманаман        |
| 16  | Велс                      | С        | Шон Макдоналд           |
| 17  | Енглеска                  | С        | Мајкл Џејкобс           |

| Бр. |                 | Позиција | Играч         |
| --- | --------------- | -------- | ------------- |
| 18  | Енглеска        | С        | Гари Робертс  |
| 19  | Енглеска        | С        | Леонардо      |
| 20  | Шкотска         | С        | Кал Наисмит   |
| 21  | Обала Слоноваче | О        | Седрик Кипр   |
| 22  | Енглеска        | О        | Шејен Данкли  |
| 23  | Енглеска        | Г        | Џејми Џоунс   |
| 25  | Енглеска        | С        | Ник Пауел     |
| 26  | Енглеска        | О        | Калум Коноли  |
| 33  | Енглеска        | О        | Дан Берн      |
| 36  | Велс            | С        | Ли Еванс      |
| 37  | Енглеска        | Г        | Ден Лејверком |
| 40  | Велс            | Г        | Овен Еванс    |
| 41  | Енглеска        | Н        | Џо Гарнер     |